# Симович, Милосав
Милосав Симович (серб. Милосав Симовић, родился 3 ноября 1966 года в Рашке) — генерал-подполковник Вооружённых сил Сербии, действующий командующий Сухопутных войск Сербии.

## Биография
Родился 3 ноября 1966 года в Рашке. Окончил Среднюю военную школу сухопутных войск в 1985 году, Военную академию сухопутных войск ЮНА (пехотный факультет) в 1988 году. В 1997 году окончил курсы повышения квалификации командно-штабного состава, в 2003 году курсы повышения квалификации в Генеральном штабе, в 2015 году — Высшие курсы безопасности и обороны.
В рядах югославской и сербской армий с 1988 года. За время службы в Югославской народной армии, Вооружённых силах Союзной Республики Югославии, Вооружённых силах Сербии и Черногории и Вооружённых силах Сербии занимал следующие должности:
- командир противотанкового и стрелкового взвода
- командир моторизованной роты
- заместитель командира моторизованного батальона
- командир моторизованного батальона
- начальник отдела оперативного планирования штаба бригады
- начальник штаба 78-й моторизованной бригады
- командир 78-й моторизованной бригады
- командир 4-й бригады
- заместитель командующего Сухопутными войсками Сербии

С 29 декабря 2014 года — командующий Сухопутными войсками Сербии.

## Общественная деятельность
Генерал Симович интересуется историей Сербии, в том числе историей борьбы сербов против османского владычества и деятельностью Сербской православной церкви в эту эпоху. Также он изучает движение сербских четников. 16 ноября 2017 года в день Сухопутных войск Сербии генерал Милосав Симович исполнил песню четников «Планино моја, планино», которую высоко оценили присутствовавшие на праздничных мероприятиях военачальники, но в то же время в обществе некоторые воспротивились поступку генерала. Сам Симович считает, что и четники Драголюба Михаиловича, и партизаны Иосипа Броза Тито должны признаваться национально-освободительными движениями в Сербии (законодательно ветераны Равногорского движения четников и партизаны НОАЮ были уравнены в правах в 2004 году, но в обществе до сих пор существует раскол во взглядах на четников и партизан).
Усилиями генерала Симовича в Нише 26 февраля 2020 года был открыт военный музей Сухопутных войск, включающий мемориальный зал с более чем 12 тысячами фотографий, 1500 текстами, около 400 образцами огнестрельного оружия и инструментов, около 300 карт и схем и около 90 флагов и знамён. Также в другом зале перечислены имена 16 тысяч сербов, погибших в разных войнах, начиная от сербо-турецких войн и заканчивая Косовской войной и бомбардировками НАТО.
Является болельщиком футбольного клуба «Партизан».

## Награды
Отмечен следующими государственными и ведомственными орденами и медалями:
- Памятная медаль за вклад в систему обороны (1991)
- Орден «За храбрость» (2000)
- Памятный знак за ранение в бою (2011)
- Золотая медаль «За усердную службу»[серб.] (2011)
- Офицерская медаль «За выдающиеся достижения на военной службе» (2012)
- Памятная медаль участника Военного парада «Белград-2014» (2015)
- Юбилейная медаль Вооружённых сил Сербии[серб.] (2015)
- Медаль участника боевых действий на территории СФРЮ (2015)
- Медаль участника боевых действий на территории СРЮ (2015)
- Орден Белого орла с мечами III степени (2016)
- Медаль участника объединённых тактических учений (2016)
- Медаль участника боевых действий на территории Республики Сербия (2018)
- Памятная медаль 20-летия защиты Отечества от агрессии НАТО[серб.] (2019)
- Памятная медаль «За усердную службу в течение 30 лет» (2019)
- Медаль участника объединённых тактических учений «Удар молнии» (2021)

В 2016 году Сербская православная церковь наградила генерала Симовича орденом Святого царя Константина за активное сотрудничество с церковью. Также с 2013 года генерал является почётным гражданином Лепосавича

## Воинские звания
| Подпоручик | Поручик | Капитан | Капитан 1-го класса | Майор | Подполковник | Полковник | Бригадный генерал | Генерал-майор | Генерал-подполковник |
| ---------- | ------- | ------- | ------------------- | ----- | ------------ | --------- | ----------------- | ------------- | -------------------- |
|            |         |         |                     |       |              |           |                   |               |                      |
| 1988       | 1989    | 1991    | 1993                | 1997  | 1999         | 2001      | 2008              | 2013          | 2015                 |